# Dardanelle
Dardanelle és una població dels Estats Units a l'estat d'Arkansas. Segons el cens del 2000 tenia 4.228 habitants.

## Demografia
Segons el cens del 2000, Dardanelle tenia 4.228 habitants, 1.605 habitatges, i 1.078 famílies. La densitat de població era de 533,5 habitants/km².
Dels 1.605 habitatges en un 32,8% hi vivien nens de menys de 18 anys, en un 47,9% hi vivien parelles casades, en un 14,1% dones solteres, i en un 32,8% no eren unitats familiars. En el 29,2% dels habitatges hi vivien persones soles el 15,3% de les quals corresponia a persones de 65 anys o més que vivien soles. El nombre mitjà de persones vivint en cada habitatge era de 2,56 i el nombre mitjà de persones que vivien en cada família era de 3,12.
Per edats la població es repartia de la següent manera: un 25,4% tenia menys de 18 anys, un 9,9% entre 18 i 24, un 28,5% entre 25 i 44, un 19,7% de 45 a 60 i un 16,5% 65 anys o més.
L'edat mediana era de 35 anys. Per cada 100 dones de 18 o més anys hi havia 86,6 homes.
La renda mediana per habitatge era de 25.727 $ i la renda mediana per família de 30.457 $. Els homes tenien una renda mediana de 21.138 $ mentre que les dones 17.370 $. La renda per capita de la població era de 14.583 $. Entorn del 14,9% de les famílies i el 19,6% de la població estaven per davall del llindar de pobresa.

## Poblacions més properes
El següent diagrama mostra les poblacions més properes.